# اچ‌ام‌ای‌اس یارا (دی۷۹)
اچ‌ام‌ای‌اس یارا (دی۷۹) (به انگلیسی: HMAS Yarra (D79)) یک کشتی بود که طول آن ۲۴۵٫۷۵ فوت (۷۴٫۹۰ متر) بود. این کشتی در سال ۱۹۱۰ ساخته شد.